# Agents Secrets – Im Fadenkreuz des Todes
Agents Secrets – Im Fadenkreuz des Todes (Alternativtitel: Spy Bound – Agenten im Schatten; Originaltitel: Agents secrets) ist ein französisch-italienisch-spanischer Actionthriller aus dem Jahr 2004. Regie führte Frédéric Schoendoerffer, der auch am Drehbuch beteiligt war. Die Hauptrollen sind mit Vincent Cassel und Monica Bellucci besetzt.

## Handlung
Der Film erzählt vom Schicksal einer Gruppe von Geheimagenten, die auf einen russischen Waffenhändler angesetzt werden und schließlich ins Fadenkreuz ihres eigenen Auftraggebers geraten.
Die DGSE-Agentin Barbara, ihr Freund und Vorgesetzter Brisseau sowie zwei weitere männliche Kollegen führen eine geheime Operation in Marokko durch. Obwohl sie von einem US-amerikanischen Diplomaten gewarnt werden, zerstören sie ein Frachtschiff des aus Russland stammenden Waffenhändlers Igor Lipovsky, der die Bürgerkriegsparteien in Angola zum Missfallen der französischen Regierung mit Waffen versorgt. Unterstützung erhalten sie von ihren beiden Kollegen Raymond und Loïc, die für die Tauchaktion und das Anbringen der Sprengladung am Schiff zuständig sind. Für die notwendigen Kontakte vor Ort sorgt der Korse Tony.
Wenig später fängt alles an, schiefzulaufen. Barbara, die nach der Erledigung des Auftrags ihren Dienst quittieren will, wird auf dem Flughafen Genf unter dem Vorwurf des Drogenschmuggels festgenommen. Brisseau verabredet sich nach seiner Ankunft in Paris in einem Hotel mit Raymond, um mit diesem über Barbaras Festnahme zu sprechen, die ihn sehr beunruhigt. Er findet Raymond erschossen in seinem Hotelzimmer vor. Der französische Geheimdienst verbreitet offiziell, Raymond sei bei einer militärischen Nachtübung tödlich verunglückt.
Brisseau lässt das alles keine Ruhe, zumal er, kurz bevor er Raymonds Zimmer betreten hat, eine verdächtigte Frau im Gang gesehen hat. Durch einen Informanten bekommt er den Namen der Frau heraus, die in Madrid lebt. Er begibt sich nach Spanien und erschießt die Profi-Killerin Maria Menendez.
Lipovsky hat inzwischen eingelenkt, da er begriffen hat, dass die Versenkung des Schiffes mit seiner Waffenladung eine Warnung sein sollte. Er erklärt sich bereit, mit dem französischen Geheimdienst zusammenzuarbeiten. Als Brisseau Barbara im Gefängnis besucht, erfährt er, dass sie von ihren eigenen Leuten in diese Situation gebracht worden ist, um dort eine abtrünnige Vertraute des nun mit Frankreich kooperierenden Lipovsky umzubringen, Helena Standler.
Nur wenig später wird Brisseau Opfer einer Entführung. Es gelingt ihm jedoch, einem seiner beiden Bewacher die Waffe zu entreißen und den Fahrer des Autos damit zu erschießen. Als der Wagen schleudert und in Flammen aufgeht, kann er sich aus dem brennenden Wrack retten.
Barbara, die mit einer verletzten Hand auf die Krankenstation verlegt worden ist, auf der Helena Standler als Pflegerin arbeitet, nutzt die Möglichkeit, der Frau ein Glas Wasser mit einem tödlich wirkenden Gift zu reichen. Wenige Stunden später wird sie freigelassen. Brisseau steht schon draußen, um sie abzuholen. Der sich in Bewegung setzende Wagen wird verfolgt. Ganz plötzlich taucht Loïc auf, setzt sich mit seinem Wagen hinter den von Georges Brisseau und vollzieht eine Vollbremsung, die das folgende Fahrzeug abrupt ausbremst.

## Produktionsnotizen
Es handelt sich um eine Gemeinschaftsproduktion von La Chauve Souris und Carcharodon in Koproduktion mit TF1 Films Production, 120 Films, Gimages, Alquimia Cinema, Medusa Film, Gimages 6, Cofimage 13, Sogécinéma 2, Natexis Banques Populaires Images 3 unter Beteiligung von Canal+ und TPS Star. Der Film wurde in Casablanca, Genf, Madrid, Paris, Lausanne und im Centre d’Instruction Naval in Saint-Mandrier-sur-Mer (Département Var) Unterwasseraufnahmen gedreht. Seine Produktionskosten betrugen schätzungsweise 14 Millionen Euro.

## Rezeption

### Veröffentlichung
Am 31. März 2004 wurde der Film in Belgien, in der französischsprachigen Schweiz und in Frankreich veröffentlicht, wo umgerechnet ca. 5,6 Millionen US-Dollar eingespielt wurden. In Griechenland, der deutschsprachigen Schweiz, Russland, den Vereinigten Arabischen Emiraten, Portugal, Estland, Italien, Mexiko (Festival de Cine Franco-Mexicano) und Norwegen (DVD-Premiere) wurde er ebenfalls im Jahr 2004 veröffentlicht. 2005 war er zu sehen in Spanien, Bahrain, Japan, Ungarn (DVD-Premiere), Rumänien, Argentinien, Polen, Finnland (DVD-Premiere), Schweden (DVD-Premiere), Mexiko (Tour de Cine Francés en México), Brasilien (São Paulo International Film Festival) und der Tschechischen Republik (French Film Festival). In den Niederlanden wurde er am 28. Januar 2017 auf dem Internationalen Film Festival Rotterdam vorgestellt. Veröffentlicht wurde er zudem in Bulgarien, Hongkong, Serbien und Singapur. Der internationale Titel lautet Secret Agents, der spanische Agentes secretos.
Der Film schaffte es nicht in die deutschen Kinos. Unter dem Titel Spy Bound wurde er am 14. August 2004 auf dem Fantasy Filmfest in Hamburg gezeigt. Im Fernsehen wurde er unter dem Titel Spy Bound. Agenten im Schatten vorgestellt. Die DVD wiederum firmiert unter dem Titel Agents secrets. Im Fadenkreuz des Todes.
Der Film wurde am 4. Mai 2006 von Constantin Film mit einer deutschen Tonspur auf DVD veröffentlicht.

### Kritik
Das Lexikon des internationalen Films schrieb, der Film sei ein „düsterer Agententhriller, der seine Hauptcharaktere als ausführende Organe eines schmutzigen Geschäfts“ beschreibe und „seine wortkargen Charaktere glaubwürdig“ entwickle.
Das Filmmagazin Cinema war der Ansicht, das „Spion-gegen-Spion-Verräterspiel“ brauche „Ewigkeiten, um in Gang zu kommen“, obwohl der Film „doch so gern ein ‚temporeicher Agententhriller‘“ wäre.
Der Autor Dieter Wunderlich konnte dem Film durchaus etwas abgewinnen und schrieb: „Trotz einiger Action-Szenen handelt es sich um einen leisen, wortkargen und unprätentiösen Thriller. Gerade weil Frédéric Schoendoerffer die Agententätigkeit mehr in alltäglicher Kleinarbeit als in spektakulären Aktionen darstellt, wirkt ‚Spy Bound‘ bzw. ‚Agents secret‘ realistisch.“
Auf der Seite Italo Cinema ist die Rede davon, dass es James Bond hätte nicht passieren können, „dass er am Zoll wegen Drogenschmuggel verhaftet“ werde. Statt des „smarten Womanizers mit Umleglizenz“ gebe es „in Agents Secrets emotionslose Auftrag-Ausführ-Maschinen die um Himmels willen niemals einen Befehl hinterfragen sollen. Und anstatt Nonstop-Geballer mit coolen Typen, Riesenwummen und tollen Sprüchen bekommt man einen unterkühlten und traurig wirkenden Einblick in den Alltag eines Geheimagenten.“ Letzten Endes handele der Film „von Menschen, die sich selbst für etwas Besonderes halten, und erkennen müssen dass sie den Status von Schlachtvieh haben. Und auch genauso behandelt werden …“